# Конституція Катару
Конституція Катару (араб. دستو قطر) — основний закон держави Катар . Чинну конституцію було ухвалено 9 квітня 2004 року.

## Основні положення
Конституція Катару передбачає:
1. Іслам є офіційною релігією в державі, закони шаріату є основою державного законодавства. Арабська мова є державною (стаття 1)
2. Доха — столиця держави. Може бути перенесена в інше місце відповідно до закону. Держава повинна захищати свою територіальну цілісність (стаття 2)
3. Правлячою родиною є дім Аль Тані. Влада передається від батька до сина, тож якщо емір не має синів, влада має перейти до іншого представника королівської родини, якого назве своїм спадкоємцем емір (стаття 8)
4. Спадкоємець престолу має бути мусульманином, народженим від катарської мусульманки (стаття 9)
5. Якщо на момент сходження на престол спадкоємцю не виповнилось 18 років, владні функції має виконувати Регентська рада, більшість у якій повинні мати представники королівської родини (стаття 16)
6. Держава опікується молоддю, захищає її від корупції, експлуатації, фізичного, психічного й духовного насильства (стаття 22)
7. Держава забезпечує, сприяє та поширює освіту в країні (стаття 23)
8. Приватна власність є недоторканною (стаття 27)
9. Природне багатство і ресурси є власністю держави (стаття 29)
10. Громадяни Катару рівні за своїми суспільними правами й обов'язками (стаття 34)
11. Перед законом усі рівні та не мають бути дискримінованими за статтю, расою, мовою чи віросповіданням (стаття 35)
12. Гарантуються громадянські свободи. Катування карається законом (стаття 36)
13. Приватне життя людини є недоторканним (стаття 37)
14. Свобода слова гарантується залежно від умов та обставин, передбачених законодавством (стаття 47)
15. Гарантується свобода преси (стаття 48)
16. Всі громадяни мають право на освіту (стаття 49)
17. Державні кошти є недоторканними (стаття 55)
18. Всі, хто перебуває на території держави повинні дотримуватись громадського порядку й норм моралі (стаття 57)
19. Екстрадиція політичних біженців заборонена. Порядок надання політичного притулку визначається законом (стаття 58)
20. Емір є главою держави. Його мають поважати усі (стаття 64)
21. Емір представляє державу всередині країни, у світі та у відносинах з іншими країнами (стаття 66)
22. Емір має право оголосити воєнний стан у випадках і порядку, передбачених законодавством (стаття 69)
23. Оборонна війна може бути оголошена указом еміра. Оголошення загарбницької війни заборонено (стаття 71)
24. Прем'єр-міністра призначає емір. Він також може прийняти його відставку (стаття 72)
25. Жодна стаття конституції не може бути змінена впродовж десяти років з моменту набуття конституцією чинності (стаття 148).